# Губертус Пуркольд
Губертус Пуркольд, до 1939 року — Прціфлінг (нім. Hubertus Purkhold (Przifling); 6 червня 1916, Бойтен — 26 жовтня 2003)— німецький офіцер-підводник, капітан-лейтенант крігсмаріне. Кавалер Німецького хреста в золоті.

## Біографія
5 квітня 1935 року вступив на флот. З грудня 1938 року — вахтовий офіцер на артилерійському катері «Ягуар». З жовтня 1940 по січень 1941 року пройшов курс підводника, в лютому-травні — курс командира підводного човна. З квітня по 22 квітня 1941 року — командир підводного човна U-30, з 20 травня 1941 по 9 лютого 1942 року — U-14, з 14 березня 1942 по квітень 1944 року — U-260, на якому здійснив 5 походів (разом 324 дні в морі). 28 грудня 1942 року потопив британський торговий пароплав Empire Wagtail водотоннажністю 4893 тонни, який перевозив 3857 тонн вугілля; всі 44 члени екіпажу загинули. З квітня 1944 по травень 1945 року — командир роти Військово-морського училища в Мюрвіку.

## Звання
- Кандидат в офіцери (5 квітня 1935)
- Морський кадет (25 вересня 1935)
- Фенріх-цур-зее (1 липня 1936)
- Оберфенріх-цур-зее (1 січня 1938)
- Лейтенант-цур-зее (1 квітня 1938)
- Оберлейтенант-цур-зее (1 жовтня 1939)
- Капітан-лейтенант (1 листопада 1942)

## Нагороди
- Медаль «За вислугу років у Вермахті» 4-го класу (4 роки)
- Залізний хрест 2-го і 1-го класу
- Нагрудний знак підводника
- Німецький хрест в золоті (11 березня 1944)